# Mari Cruz González
María Cruz González Álvarez (nacida el 23 de mayo de 1971 en Madrid, Comunidad de Madrid) es una exjugadora de hockey sobre hierba española. Disputó los Juegos Olímpicos de Atlanta 1996  con España, obteniendo un octavo puesto.

## Participaciones en Juegos Olímpicos
- Atlanta 1996, puesto 8.